# سه‌پایه زیارت گنبد
سه‌پایه زیارت گنبد روستایی در دهستان گنبد علوی بخش مرکزی شهرستان دلگان استان سیستان و بلوچستان ایران است.

## جمعیت
بر پایه سرشماری عمومی نفوس و مسکن در سال ۱۳۹۵ جمعیت این روستا ۵۶۶ نفر (۱۴۰خانوار) بوده‌است.